# Vikont
Vikount (od lat. Vicec., engleski Viscount, nizozemski Burggraaf, talijanski Visconte, španjolski Vizconde, portugalski Visconde) izvorno je bio vice-grof, o. H. zamjenik grofa (francuski Comte, talijanski Conte, španjolski Conde, engleski grof itd.)
U Velikoj Britaniji, Francuskoj, Nizozemskoj i Belgiji to je neovisna titula plemića koji stoji između baruna i grofa (Earl ili Conte).

## Početci
Ime se prvi put pojavilo u Franačkom carstvu 819. godine i odnosilo se na ured predstavnika grofa ("vice-grof"), koji je bio povezan sa zadacima nadležnosti, uprave i ekonomske upotrebe grofovske domene. Tamošnji ured postao je djelomično nasljedan od 10. stoljeća, postupno je bio vezan za izravnu vlast putem feuda i na kraju se razvio u neovisno plemstvo.
U Francuskoj je najstariji sin grofa ili markiza često nosio titulu vikonta. Upravni okrug ili zemljište zvalo se Vice County (francuski Vicomté, španjolski Vizcondado) itd.

## Etimologija
Riječ vikont potječe od starofrancuskog Visconti (novofrancuski: Vicomte), a koja vuče korijene od srednjovjekovnog latinskog vicecomitem, akuzativ od vice dolazi od kasnolatinskog vice- "zamjenik" + latinskog comes (izvorno "pratilac").

## Vaneuropski ekvivalenti
Kao i druge zapadnjačke plemićke titule, vikont se ponekad koristi za prikazivanje određenih naslova na nezapadnjačkim jezicima u skladu s vlastitom tradicijom.
- kineski tzu-chueh (tzu) ili zijue (zi)[3] (kineski: 子爵), nasljedna plemićka titula prvi put uspostavljena u dinastiji Chou
- korejski je Jajak ili Pansŏ[4]
- vijetnamski Tử[5]
- dok je mandžurski ekvivalent jingkini hafan[6]